# Vokesimurex
Genre
Vokesimurex est un genre de mollusques gastéropodes de la famille des Muricidae.

## Systématique
Le genre Vokesimurex a été créé en 1994 par le malacologiste américain Edward James Petuch (d) (1949-)

## Liste d'espèces
Selon World Register of Marine Species (23 décembre 2021) :
- Vokesimurex aliquantulus Houart & Héros, 2015
- Vokesimurex anniae (M. Smith, 1940)
- Vokesimurex bayeri Petuch, 2001
- Vokesimurex bazarutensis S. G. Veldsman & J. H. Veldsman, 2021
- Vokesimurex bellegladeensis (E. H. Vokes, 1963)
- Vokesimurex blakeanus (Vokes, 1967)
- Vokesimurex bobyini (Kosuge, 1983)
- Vokesimurex cabritii (Bernardi, 1859)
- Vokesimurex chrysostoma (G. B. Sowerby II, 1834)
- Vokesimurex danilai (Houart, 1992)
- Vokesimurex dentifer (Watson, 1883)
- Vokesimurex dolichourus (Ponder & Vokes, 1988)
- Vokesimurex donmoorei (Bullis, 1964)
- Vokesimurex elenensis (Dall, 1909)
- Vokesimurex gallinago (G. B. Sowerby III, 1903)
- Vokesimurex garciai (Petuch, 1987)
- Vokesimurex hamanni (Myers & Hertz, 1994)
- Vokesimurex hirasei (Hirase, 1915)
- Vokesimurex kiiensis (Kira, 1959)
- Vokesimurex lividus (Carpenter, 1857)
- Vokesimurex malabaricus (E. A. Smith, 1894)
- Vokesimurex messorius (G. B. Sowerby II, 1841)
- Vokesimurex micropurdyae Houart & Rosado, 2018
- Vokesimurex mindanaoensis (G. B. Sowerby II, 1841)
- Vokesimurex multiplicatus (G. B. Sowerby III, 1895)
- Vokesimurex olssoni (Vokes, 1967)
- Vokesimurex parkrynieensis S. G. Veldsman & J. H. Veldsman, 2021
- Vokesimurex purdyae (Radwin & D'Attilio, 1976)
- Vokesimurex rectaspira Houart & Héros, 2015
- Vokesimurex rectirostris (G. B. Sowerby II, 1841)
- Vokesimurex recurvirostris (Broderip, 1833)
- Vokesimurex rubidus (F. C. Baker, 1897)
- Vokesimurex ruthae (Vokes, 1988)
- Vokesimurex sallasi (Rehder & Abbott, 1951)
- Vokesimurex samui (Petuch, 1987)
- Vokesimurex sobrinus (A. Adams, 1863)
- Vokesimurex tricoronis (Berry, 1960)
- Vokesimurex tryoni (Hidalgo in Tryon, 1880)
- Vokesimurex woodringi (Clench & Pérez Farfante, 1945)
- Vokesimurex yuhsiuae Houart, 2014

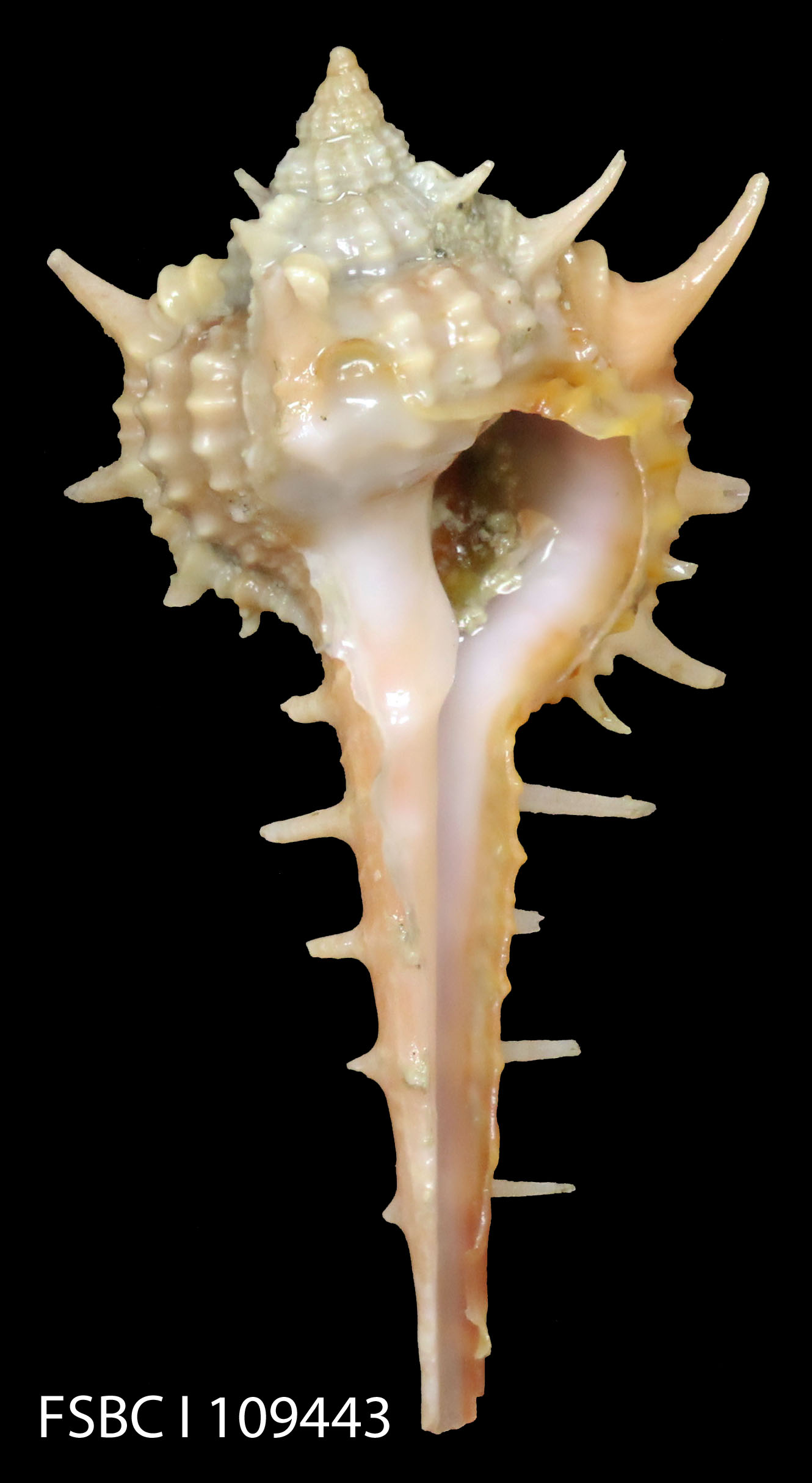
Vokesimurex cabritii.
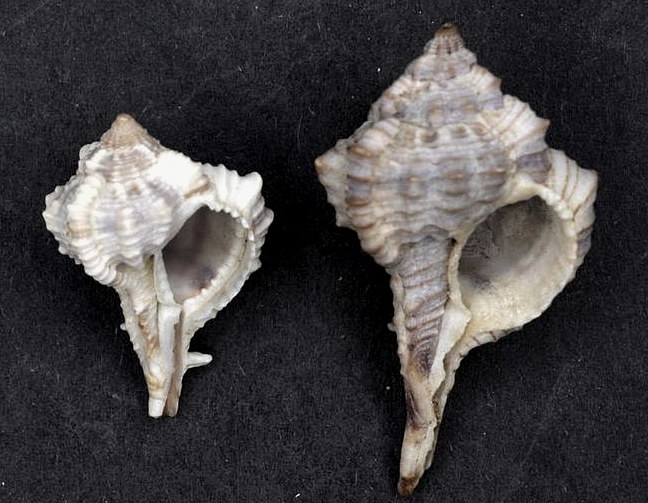
Vokesimurex chrysostoma.
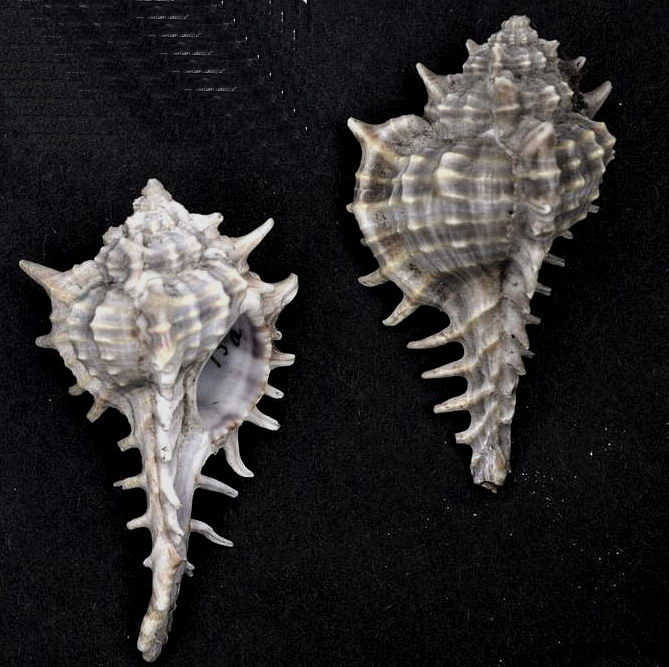
Vokesimurex elenensis.
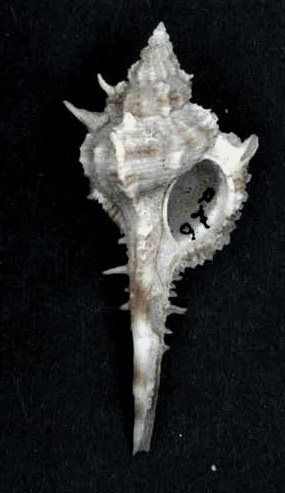
Vokesimurex malabaricus.
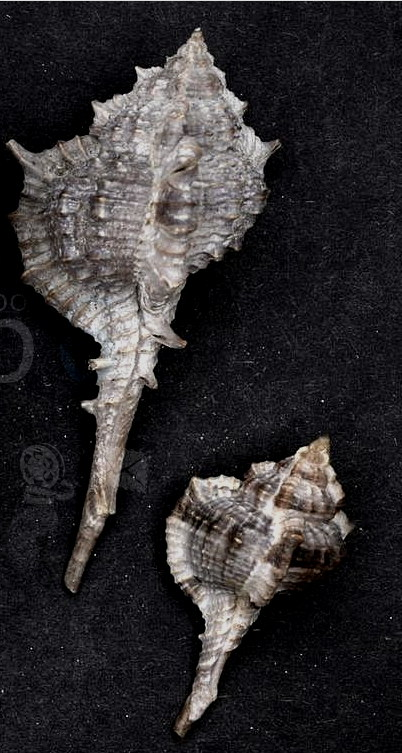
Vokesimurex messorius.
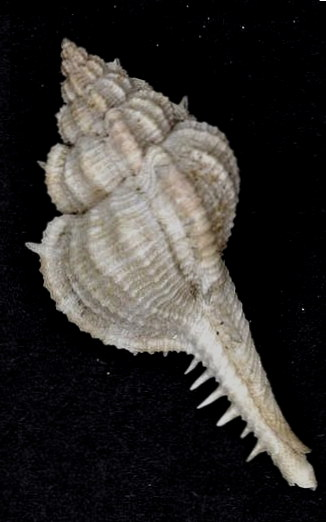
Vokesimurex mindanaoensis.
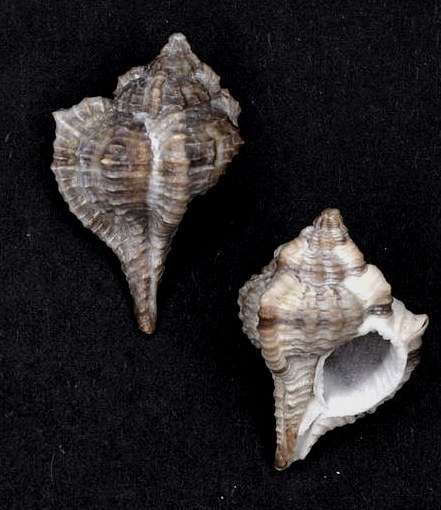
Vokesimurex recurvirostrum.
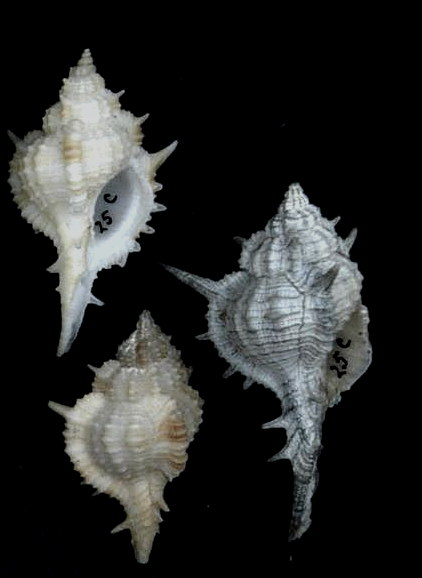
Vokesimurex rubidus.
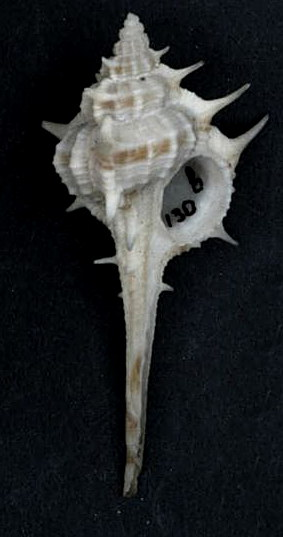
Vokesimurex sobrinus.
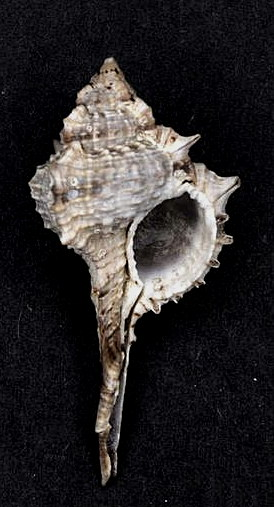
Vokesimurex woodringi.

## Publication originale
- (en) Edward J. Petuch, Atlas of Florida fossil shells: (pliocene and pleistocene marine gastopods), Chicago, Chicago Spectrum, janvier 1994, 394 p. (ISBN 978-1886094048), p. 273.